# Kieran Richardson
Pour les articles homonymes, voir Richardson.
Kieran Richardson, né le 21 octobre 1984 à Greenwich, est un footballeur international anglais qui évolue aux postes de défenseur et de milieu de terrain.

## Biographie

### Jeunesse et formation
Kieran Richardson passe sa scolarité dans une école privée du district londonien de Lee. Il commence à jouer au football à l'école primaire de Parkwood et son talent lui permet d'être nommé capitaine de l'équipe scolaire et invité à s'entraîner avec Arsenal. Il s'engage par la suite à West Ham United, où il commence une formation. Cependant, avant qu'il ne signe son premier contrat professionnel en faveur du club londonien, il est signé par Manchester United en 2001.

### Manchester United
Arrivé à Manchester, il se fait rapidement une place dans l'équipe réserve des Red Devils. Durant l'été 2002, il est intégré à l'équipe première après avoir signé son premier contrat professionnel. Il fait sa première apparition le 23 octobre de cette année lors du match de Ligue des champions face à l'Olympiakos. Le 5 novembre suivant, il marque son premier but sous les couleurs de Manchester United durant le match de League Cup opposant les Red Devils à Leicester City. Lors de la saison 2002-2003, il prend part à neuf matches toutes compétitions confondues tout en jouant un rôle important dans la victoire de l'équipe réserve en FA Youth Cup.
Au début de la saison 2003-2004, Richardson hérite du numéro 23, ce qui insinue qu'il risque d'être intégré à l'équipe première à long terme. Or, il ne prend part qu'à trois matches de coupes durant cette saison. Il commence à être régulièrement sélectionné en début de saison suivante, marquant un but en neuf apparitions toutes compétitions confondues. Cependant, Alex Ferguson décide de prêter le jeune anglais dans le but de lui faire acquérir du temps de jeu et de l'expérience. En janvier 2005, Bryan Robson, alors entraineur de West Bromwich Albion, se montre intéressé et Kieran Richardson est donc prêté à West Brom jusqu'à la fin de la saison. Durant ce prêt, il participe à douze matches et marque trois buts et aide le club à éviter la relégation.
De retour à Manchester, WBA désire une nouvelle fois acquérir le prêt de Richardson mais le joueur refuse dans le but de se faire une place au sein de l'effectif mancunien. Il joue son premier match de la saison 2005-2006 en septembre 2005 en remplacement de Gabriel Heinze, blessé. Il se fait enfin une place au milieu de terrain et est récompensé en signant un nouveau contrat avec les Red Devils en octobre. Après plusieurs bonnes prestations, il effectue une saison pleine en prenant part à trente-six rencontres toutes compétitions confondues (six buts). La saison suivante est plus compliquée, il marque trois buts en vingt-quatre matches et est pris en grippe par une partie du public d'Old Trafford.

### Sunderland
Le 16 juillet 2007, Richardson signe un contrat de quatre ans en faveur de Sunderland. Il rejoint Roy Keane, ancien capitaine de Manchester United et devenu entraineur des Black Cats. Il connait un début compliqué puisqu'il est victime d'une fracture de fatigue au niveau de la colonne vertébrale qui l'éloigne des terrains pendant trois mois. Le 29 décembre 2007, il marque son premier but avec Sunderland face à Bolton Wanderers. Deux semaines plus tard, il marque un doublé contre Portsmouth, une transversale le privant du coup du chapeau.
Richardson réalise une saison 2008-2009 pleine en prenant part à trente-cinq rencontres (quatre buts). Il est utilisé à plusieurs postes au fil des mois avant de se stabiliser au poste de milieu central. À l'aube de la saison 2010-2011, prolonge son contrat de trois saisons avec les Black Cats. Sceptique à l'idée d'évoluer au poste d'arrière gauche, Richardson déclare qu'il pense pouvoir être aligné en défense après avoir vu évolué le Brésilien Maicon lors de la Coupe du monde 2010. Il réalise de bonnes prestations, son entraineur Steve Bruce le qualifiant même de « brillant » à l'issue du match face à Blackpool le 22 janvier 2011, durant lequel il marque son premier but de la saison.
Le joueur anglais fait sa centième apparition en Premier League sous le maillot de Sunderland le 12 février suivant face à Tottenham, délivrant au passage une passe décisive à Asamoah Gyan qui ne peut empêcher la défaite (2-1) de son équipe. Le 4 décembre 2011, il ouvre le score face à Wolverhampton d'une frappe lointaine et célèbre son but en enlevant son maillot, dévoilant un t-shirt avec l'inscription I belong to Jesus (Je crois en Jésus),  similaire au t-shirt que portait Kaká après la finale de la Ligue des champions remportée par l'AC Milan en 2007. Ce but n'empêche cependant pas la défaite (2-1) de Sunderland. Après l'arrivée de Martin O'Neill au poste d'entraineur, Richardson est repositionné derrière l'attaque, son poste de prédilection.

### Fulham FC
Le 31 août 2012, Richardson signe un contrat de trois ans en faveur du Fulham FC. Il prend part à 48 matchs (6 buts) lors de ses saisons passées dans le club de Londres.

### Aston Villa
Le 11 juillet 2014, Richardson s'engage pour deux ans avec Aston Villa . Il prend part à 41 matchs avec les Villans avant de quitter le club à l'issue de son contrat en juin 2016.

### Cardiff City
Le 12 octobre 2016, Richardson s'engage avec Cardiff City. Il est libéré en décembre 2016 après avoir pris part à six matchs avec le club gallois.

### En sélection
Le 8 février 2005, il prend part à son premier match avec la sélection anglaise espoirs face aux Pays-Bas. Après de bonnes performances en club, Kieran Richardson est convoqué en A à la fin de la saison 2004-2005 et honore sa première sélection le 28 mai 2005 face aux États-Unis. Durant cette rencontre, il inscrit également ses deux premiers buts en sélection, dont un sur coup franc direct. Il gagne rapidement la confiance du sélectionneur d'alors Sven-Göran Eriksson, qui qualifie ses débuts de « fantastiques ». Tout en étant sélectionné en A, Kieran Richardson prend part aux qualifications du Championnat d'Europe espoirs 2006. Malgré plusieurs convocations en équipe d'Angleterre, il ne fait cependant pas partie de la liste des joueurs convoqués par Eriksson pour disputer le Mondial allemand. Il participe à l'Euro espoirs 2007, durant lequel il fait trois apparitions. Cependant, il n'est plus sélectionné à partir de 2006, bloquant son compteur à huit sélections. 

## Palmarès
- Manchester United
  - Champion d'Angleterre en 2007
  - Vainqueur de la Coupe de la Ligue anglaise en 2006.

- Aston Villa
  - Finaliste de la Coupe d'Angleterre en 2015.